# Birgitta Ridby
Lillemor Birgitta Ridby, född 1 april 1938 i Kramfors, död 28 maj 2011 i Södertälje, var en svensk målare, textilkonstnär och teckningslärare. 
Ridby studerade konst vid Konstfackskolan i Stockholm och textil vid Handarbetets vänner. Efter studierna var hon verksam som bildlärare vid Wasaskolan i Södertälje. Hon medverkade i ett stort antal samlingsutställningar i Stockholm och Södertälje. Bland hennes offentliga arbeten märks utsmyckningar för entrén till vårdcentralen i Södertälje. Hennes konst består huvudsakligen av akvareller, collage och textilarbeten i lin och ull. Ridby är representerad vid Lidingö kulturnämnd, Danderyds sjukhus och Södertälje sjukhus.  